# Epithema calcicola
Epithema calcicola är en tvåhjärtbladig växtart som beskrevs av Jisaburo Ohwi. Epithema calcicola ingår i släktet Epithema och familjen Gesneriaceae. Inga underarter finns listade i Catalogue of Life.